# Time's Up (운동)
타임즈 업(영어: Time's Up)은 성희롱, 성폭행 등 성범죄와 성차별에 대항하는 운동이자 단체이다. 하비 와인스틴 성추문 사건의 여파로 발생한 미투(MeToo) 캠페인에 이은 또 하나의 주요 운동이다. 미국 영화계를 중심으로 시작되었으며, 온라인을 통해 활발히 진행되고 있다. 조성기금은 국립여성법센터(National Women's Law Center)에서 관할한다.

## 역사
2017년 11월, 70만 명의 여성 농장근로자들이 타임지를 통해 하비 와인스타인 성추문 사건에 대항하는 헐리우드 여성들에게 지지의 메시지를 보냈다. 2018년 1월 1일, 뉴욕 타임즈를 통해 "타임즈 업"운동과 단체가 공표되었다. 많은 여성들이 성범죄에 관한 목소리를 낼 수 있는 발판을 마련하고, 이를 위한 기금을 조성하는 것이 "타임즈 업" 재단의 설립 목적이다. 공표에는 농장근로자들의 지지 메시지가 함께 실렸다. 또한 성희롱, 성폭행에 대항하는 메시지를 표하기 위해 2018 골든 글로브상 시상식에 '검은색' 옷을 입고 가자는 캠페인 역시 제안했다.

## 같이 보기
- 하비 와인스타인 성추문 사건
- 미투 운동